# Sharon (Vermont)
Sharon és una població dels Estats Units a l'estat de Vermont. Segons el cens del 2000 tenia 1.411 habitants.

## Demografia
Segons el cens del 2000, Sharon tenia 1.411 habitants, 553 habitatges, i 378 famílies. La densitat de població era de 13,8 habitants per km².
Dels 553 habitatges en un 36,5% hi vivien nens de menys de 18 anys, en un 58% hi vivien parelles casades, en un 7,4% dones solteres, i en un 31,5% no eren unitats familiars. En el 24,6% dels habitatges hi vivien persones soles el 6,9% de les quals corresponia a persones de 65 anys o més que vivien soles. El nombre mitjà de persones vivint en cada habitatge era de 2,55 i el nombre mitjà de persones que vivien en cada família era de 3,06.
Per edats la població es repartia de la següent manera: un 27,8% tenia menys de 18 anys, un 5,7% entre 18 i 24, un 30,4% entre 25 i 44, un 28,2% de 45 a 60 i un 7,9% 65 anys o més.
L'edat mediana era de 38 anys. Per cada 100 dones de 18 o més anys hi havia 102,2 homes.
La renda mediana per habitatge era de 40.952 $ i la renda mediana per família de 47.500 $. Els homes tenien una renda mediana de 32.112 $ mentre que les dones 28.472 $. La renda per capita de la població era de 20.824 $. Entorn del 5,3% de les famílies i el 7,3% de la població estaven per davall del llindar de pobresa.